# フォルリ (競走馬)
フォルリ (Forli, 1963年8月10日 - 1988年9月16日) はアルゼンチン出身の競走馬・種牡馬。アルゼンチン競馬においてアルゼンチン四冠を制し、アメリカに渡ってからもコロナドステークスをレコードタイムで制すなど活躍した。のちにアメリカで種牡馬入りし、フォアゴーらを輩出するなど成功した。
馬名の由来はイタリアの都市フォルリから。

## 経歴
- 当時はグレード制未導入。
- 南半球のアルゼンチンでは8月に馬齢が加算される。

### 出自
アルゼンチンのオホ・デ・アグア牧場（Haras Ojo de Agua）で生産されたサラブレッドの牡馬である。フォルリの父アリストファネスはイギリスの競走馬で、競走成績はアスコット競馬場のジャージーステークスで2着になった程度の馬であったが、血統を買われてオホ・デ・アグア牧場に輸入された馬であった。アリストファネスのアルゼンチンでの種牡馬生活は成功し、アトラス、ティレルノ、ドリーネなどの名馬を送り出してアルゼンチンリーディングサイアーにも輝いた。フォルリの母トレヴィサは未勝利戦を勝っただけの馬であったが、繁殖牝馬として前述のティレルノ（5月革命国際大賞勝ちなど）を出すなど良績を収めた。フォルリはそのティレルノの全弟にあたる。
フォルリは1歳時にパレルモのタタソールズセールに上場され、リクイ牧場（Caballeriza Riqui）のホルヘ・アゼヴェードに23,324ドル（アメリカ合衆国ドル換算）の最高価格で落札された。

### 2歳時（1966年）
フォルリはリクイ牧場の勝負服のもと、フアン・ラピストイ調教師に預けられ、1966年4月24日のサンイシドロ競馬場で行われたジアゴ賞（芝1400メートル）でデビューした。ロドルフ・L・サパタ騎手鞍上のもと、スタートから他馬との差を広げいきなり12馬身差で初勝利を飾ると、続いて出走したコディウエ賞（ダート1500メートル）でも17馬身半差で連勝した。3戦目は7月19日に行われるアルゼンチンの2歳チャンピオン決定戦モンテヴィデオ大賞（パレルモ・芝1500メートル）で、フォルリの単勝オッズは「元返し」になっていたという。ここでは2週間後のポージャデポトリロス（後述）に備えて楽なレースをさせたが、それでもヴィクレマンに5馬身差をつけて勝利した。

### 3歳時（1966年）
南半球競馬の1年が明けて3歳となった1966年8月、フォルリはポージャ・デ・ポトリロス（アルゼンチン2000ギニー、ダート1600メートル）に出走した。ここでもフォルリはスタートから単騎で独走し、2着馬アントニトに12馬身差、しかも1分33秒4のレコードタイムで圧勝した。このタイムは当時の南アメリカ大陸レコードで、翌日の新聞には「世界の名馬誕生」という大見出しで報道されたという。
しかし、二冠目のジョッキークラブ大賞（芝2000メートル）では、前走12馬身も引き離したアントニトに2馬身差まで詰め寄られる結果になり、距離延長への不安を露呈する。翌戦のナシオナル大賞ではさらに500メートル距離が伸びたダート2500メートルのレースになるが、ラピストイ調教師は「虫に刺されて1週間調教を休まざるを得なかった。それでも馬なりで勝ったでしょう」と弁護、フォルリをナシオナル大賞に登録した。
10月2日に行われたナシオナル大賞において、サパタ騎手の駆るフォルリはスタートから他馬を引き離すいつものスタイルで10馬身ほどの差をつけて軽快に逃げていた。しかし第3コーナーから後続との距離が徐々に縮まっていき、最後の直線では明らかに脚色が衰えてきたフォルリにサパタは初めて鞭を振るった。苦しみながらもフォルリは先頭でゴールを切り、同厩舎の2着馬プロポーサルに1馬身差をつけ三冠を達成した。しかし最後の1ハロン（約201メートル）は15秒というとても遅いラップタイムで、三冠達成にもかかわらず観客席はまるでフォルリが負けたかのように静まり返っていたという。

### 四冠達成（1966年）
カルロスペルグリニ大賞は南米の凱旋門賞とも呼ばれる南米最大の競走であり、三冠競走を制した馬がこの競走も制すと四冠馬と呼ばれる名誉に与る。フォルリも四冠を目指し登録されたが、この競走では古馬が相手になり、そのうえ距離はさらに500メートル伸びる芝3000メートルと距離不安のあるフォルリにとって不利な条件であった。11月6日のサンイシドロ競馬場には16頭が集まり、その中でスタートで先頭に立ったのはやはりフォルリであった。フォルリは2番手のプロポーサルに4馬身ほどの差をつけて先行していったが、そこにトレンスという馬が競りかけてきて、その鞍上のアルサモラ騎手から罵声を浴びせられる妨害を受けるが、サパタは鞭でアルサモラをはたいて撃退した。フォルリは先頭のまま最後の直線に入り、2番手のプロポーサルを引き離しにかかったが、そのとき古馬アレールが馬群の中から追い上げて接近、ついにはプロポーサルを追い抜いたが、フォルリは捕らえられることなく2馬身半差をつけて優勝、四冠を達成した。

### 4歳時（1967年）
当初、馬主のアゼヴェードはこの英雄を国外には放出しないと言明していたが、カルロスペルグリニ大賞の後にアメリカのクレイボーンファーム総帥であるアーサー・ボイド・ハンコック2世から96万ドルのオファーがあると一転し、フォルリをアメリカに渡らせた。
チャーリー・ウィッティンガム調教師に預けられたフォルリは、アメリカでの初戦として5月16日のハリウッドパーク競馬場で行われたコロナドステークス（芝8.5ハロン）に登録された。鞍上を務めたウィリー・シューメーカー騎手はフォルリに初めて抑える競馬を経験させたが、直線ではしっかり伸びて2着馬アークスロニに3馬身差をつけて勝利、さらに1分41秒20のコースレコードまで樹立した。
その後大競走に向けての調整として、ハリウッドパーク競馬場でのエキシビジョン・パース（ダート8.5ハロン）でもう一走して勝利、続いてアーリントンパーク競馬場でのサイテーションハンデキャップ（芝8.5ハロン）に出走した。レースではフォルリはクワイトアナカウントという馬の後ろ2番手につけて道中を進めていったが、バックストレッチからコーナーに向けて追い上げる際にキャナルとアネッテズアークという馬2頭に強引に外を回られて前に出る機を逸してしまう。最終コーナーでドミナーという馬が抜け出した隙間からようやく抜け出して追い上げたが、そのドミナーを1馬身捕らえきれずに2着、初の敗戦を喫した。
また競走後に跛行を呈しており、検査の結果左前肢の管骨が折れていることが判明、そのまま引退に至った。

## 種牡馬入り後
引退後はケンタッキー州のクレイボーンファームで種牡馬入りした。アメリカジョッキークラブの調べによれば、フォルリの産駒720頭のうち323頭が勝ち上がり、うち59頭がステークス競走勝ちを収めたとある。以下は主な産駒。
- スペシャル Special - 1969年生、牝馬。繁殖牝馬としてヌレイエフを出す。
- テュルタ Tuerta - 1970年生、牝馬。繁殖牝馬としてスウェイルを出す。
- サッチ Thatch - 1970年生、牡馬。セントジェームズパレスステークス（英G1）、ジュライカップ（英G2）など。
- フォアゴー Forego - 1970年生、騸馬。エクリプス賞年度代表馬3回。アメリカ競馬殿堂。
- リサデル Lisadell - 1971年生、牝馬。コロネーションステークス（英G2）など。
- フォーステン Forceten - 1972年生、牡馬。スワップスステークス（米G1）など。
- エクセレントリー Excellently - 1972年生、牝馬。繁殖牝馬としてプレシジョニストを出す。
- フォードハム Fordham - 1975年生、牡馬。ジョーマクグラスメモリアルステークス（愛G1）など。
- アステロイドフィールド Asteroid Field - 1983年生、牝馬。ハリウッドメートリアークハンデキャップ（米G1）など。
- サディーム Sadeem - 1983年生、牡馬。アスコットゴールドカップ（英G1）など。

1988年9月16日、クレイボーンファームにて死亡、25歳であった。

## 血統表
| フォルリの血統                     | フォルリの血統                      | フォルリの血統               | （血統表の出典）             | （血統表の出典） |
| 父系                               | ハイペリオン系                      | ハイペリオン系               | ハイペリオン系               | [ § 2 ]          |
| 父 Aristophanes イギリス 1948 栗毛 | 父の父Hyperion イギリス 1930 栗毛   | Gainsborough                 | Bayardo                      | Bayardo          |
| 父 Aristophanes イギリス 1948 栗毛 | 父の父Hyperion イギリス 1930 栗毛   | Gainsborough                 | Rosedrop                     |                  |
| 父 Aristophanes イギリス 1948 栗毛 | 父の父Hyperion イギリス 1930 栗毛   | Selene                       | Chaucer                      | Chaucer          |
| 父 Aristophanes イギリス 1948 栗毛 | 父の父Hyperion イギリス 1930 栗毛   | Selene                       | Serenissima                  |                  |
| 父 Aristophanes イギリス 1948 栗毛 | 父の母Commotion フランス 1938 鹿毛  | Mieuxce                      | Massine                      | Massine          |
| 父 Aristophanes イギリス 1948 栗毛 | 父の母Commotion フランス 1938 鹿毛  | Mieuxce                      | L'Olieve                     |                  |
| 父 Aristophanes イギリス 1948 栗毛 | 父の母Commotion フランス 1938 鹿毛  | Riot                         | Colorado                     | Colorado         |
| 父 Aristophanes イギリス 1948 栗毛 | 父の母Commotion フランス 1938 鹿毛  | Riot                         | Lady Juror                   |                  |
| 母 Trevisa アルゼンチン 1951 栗毛  | 母の父Advocate イギリス 1940 栗毛   | Fair Trial                   | Fairway                      | Fairway          |
| 母 Trevisa アルゼンチン 1951 栗毛  | 母の父Advocate イギリス 1940 栗毛   | Fair Trial                   | Lady Juror                   |                  |
| 母 Trevisa アルゼンチン 1951 栗毛  | 母の父Advocate イギリス 1940 栗毛   | Guiding Star                 | Papyrus                      | Papyrus          |
| 母 Trevisa アルゼンチン 1951 栗毛  | 母の父Advocate イギリス 1940 栗毛   | Guiding Star                 | Ocean Light                  |                  |
| 母 Trevisa アルゼンチン 1951 栗毛  | 母の母Veneta アルゼンチン 1940 栗毛 | Foxglove                     | Foxhunter                    | Foxhunter        |
| 母 Trevisa アルゼンチン 1951 栗毛  | 母の母Veneta アルゼンチン 1940 栗毛 | Foxglove                     | Staylace                     |                  |
| 母 Trevisa アルゼンチン 1951 栗毛  | 母の母Veneta アルゼンチン 1940 栗毛 | Dogaresa                     | Your Majesty                 | Your Majesty     |
| 母 Trevisa アルゼンチン 1951 栗毛  | 母の母Veneta アルゼンチン 1940 栗毛 | Dogaresa                     | Casiopea F-No.3-b            |                  |
| 母系(F-No.)                        | (FN:3-b)                            | (FN:3-b)                     | (FN:3-b)                     | [ § 3 ]          |
| 5代内の近親交配                    | Lady Juror 4x4, Phalaris 5x5        | Lady Juror 4x4, Phalaris 5x5 | Lady Juror 4x4, Phalaris 5x5 | [ § 4 ]          |
| 出典                               | 1. 2. 3. 4.                         | 1. 2. 3. 4.                  | 1. 2. 3. 4.                  | 1. 2. 3. 4.      |

- インブリードされているLady Jurorはムムタズマハルの半姉であり、その牝系からはフェアトライアル、テューダーミンストレルなどが出ている。